# 베데스다 게임 스튜디오
베데스다 게임 스튜디오(Bethesda Game Studios)는 미국의 베데스다 소프트웍스에서 2001년에 설립한 비디오 게임 사업부이다. 이 곳을 이끌고 있는 인물은 현재 총괄 프로듀서인 토드 하워드이다.
2001년에 설립된 베데스다 게임 스튜디오의 이름을 딴 첫 번째 게임은 엘더 스크롤 3: 모로윈드로, 이 작품의 성공으로 베데스다 게임 스튜디오와 베데스다 소프트웍스는 각각 개발사와 발행/배급사로서 분리되었다.

## 개발한 게임
- 엘더 스크롤 III: 모로윈드
- 엘더 스크롤 IV: 오블리비언
- 폴아웃 3
- 엘더 스크롤 V: 스카이림
- 폴아웃 4
- 폴아웃 76
- 엘더 스크롤
- 폴아웃 (시리즈)

## 같이 보기
- 베데스다 소프트웍스의 게임 목록